# Ordini minori
Nel cristianesimo, per ordini minori si intendono i vari ministeri ecclesiastici conferiti con un rito liturgico che non comporta una vera e propria ordinazione sacramentale. Nella Chiesa latina fino al 1º gennaio 1973 essi venivano conferiti ai chierici, definiti allora come quelli che avevano ricevuto la tonsura ecclesiastica.

## Nella Chiesa cattolica

### Storia
Quando nacquero avevano carattere autonomo, come servizio che svolgevano alcuni membri della comunità cristiana. Gli ordini minori sono menzionati tutti insieme per la diocesi di Roma in una lettera di papa Cornelio datata all'anno 252, probabilmente indirizzata al vescovo Fabiano di Antiochia. Già nell'Alto Medioevo persero valore autonomo e cominciarono ad essere considerati alla stregua di gradi successivi che preparavano a ricevere il diaconato e il presbiterato, sebbene almeno fino al XVI secolo ci fossero anche numerosi uomini (soprattutto studenti o "funzionari pubblici") che ricevevano uno degli ordini minori per poter vivere della rendita finanziaria derivante da un beneficio ecclesiastico. Dopo il Concilio di Trento, infine, gli ordini minori furono ridotti unicamente a tappe per lo più formali durante gli anni di formazione nei seminari, in preparazione all'ordinazione presbiterale.
Essi erano, in ordine cronologico del conferimento, i seguenti:

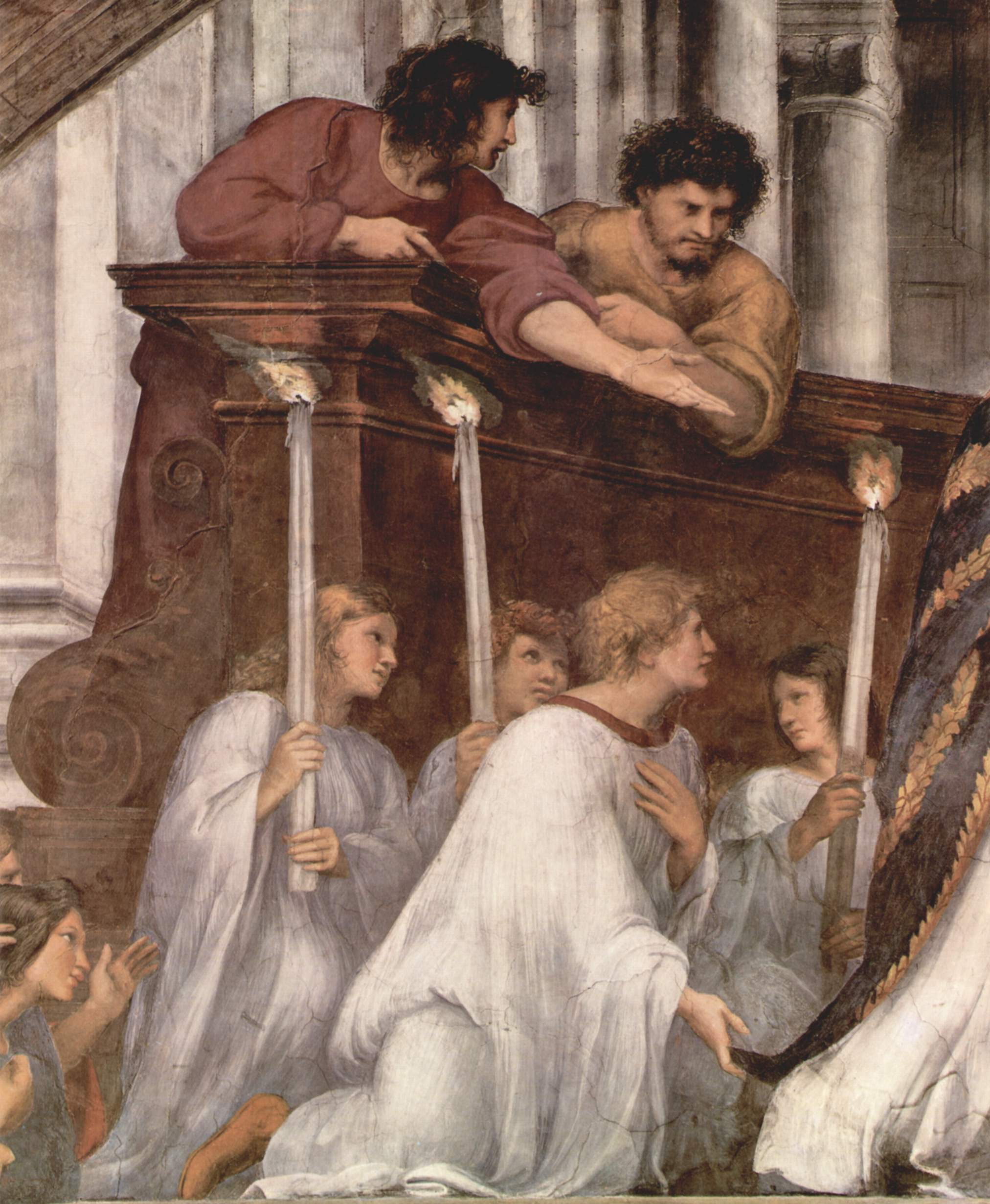
Raffaello: particolare dalle Stanze Vaticane

1. Ostiario: era l'addetto alle custodia delle porte della chiesa. Il suo compito era quello di accogliere i fedeli, respingere gli indegni (da cui il nome popolare di scaccino), suonare le campane per avvisare dell'imminenza del culto.
2. Lettore: era l'incaricato di leggere i brani della Sacra Scrittura (in particolare dell'Antico Testamento), durante la liturgia.
3. Esorcista: chi riceveva questo ordine minore era incaricato di recitare particolari preghiere sui catecumeni prima del loro battesimo, sia in casi speciali sugli "energumeni", cioè su coloro che erano ritenuti posseduti dal diavolo (in realtà, questi erano gli incarichi di colui che veniva ordinato esorcista, soltanto durante il primo millennio della storia del cristianesimo; con il mutare dei tempi, fino alla riforma seguita al Concilio Vaticano II, l'ordinazione all'esorcistato non comportò l'esercizio del ministero, riservato a preti incaricati appositamente dal vescovo e all'esorcismo praticato nel rito del battesimo solenne dal sacerdote o dal diacono).
4. Accolito: abilitava al servizio liturgico in particolare dell'altare, soprattutto nella messa.
5. Suddiacono: le chiese di rito bizantino considerano il suddiaconato un ordine minore, mentre la chiesa latina lo ha considerato, fino al Concilio Vaticano II, un ordine maggiore. Sulla natura di questo ministero si ebbero accanite discussioni, soprattutto al tempo della Scolastica, per stabilire se appartenesse agli ordini maggiori o minori. A partire da questo ordine era richiesto nella chiesa latina l'obbligo del celibato e della recita del breviario.

### Dalla riforma di Paolo VI (1972)
Dopo il Concilio Vaticano II nella Chiesa Cattolica di rito latino, papa Paolo VI, con la lettera apostolica Ministeria quaedam, ha stabilito che quelli che precedentemente venivano chiamati ordini minori dovevano d'allora in poi essere detti ministeri ed essere conferiti a laici. Di quelli esistenti si conservavano in tutta la Chiesa latina solo i ministeri dell'accolito e del lettore. Le funzioni del suddiacono sono passate all'accolito, mentre il ministero liturgico dell'esorcista, ridotto al fatto di porgere l'acqua benedetta al sacerdote celebrante, era esercitato da accoliti, e quello dell'ostiario da laici. Le conferenze episcopali, che giudicassero localmente necessaria, per particolari motivi, l'istituzione di altri ministeri, quali quelli di ostiario, di esorcista e di catechista, potevano chiederle alla Santa Sede.
I gruppi cattolici tradizionalisti, sia quelli separatisi dall'obbedienza alla Santa Sede, sia alcuni istituti approvati da essa, hanno generalmente mantenuto i riti di conferimento degli ordini minori e del suddiaconato.
Nel documento Ministeria quaedam si conservava ancora (come pure nel canone 230 del Codice di Diritto Canonico del 1983) la limitazione del conferimento dei ministeri istituiti di accolito e di lettore agli uomini, ma nel 2021 papa Francesco ne estese la possibilità alle donne. Nello stesso anno ha altresì istituito per tutta la Chiesa latina il ministero laicale di catechista.

## Nelle altre Chiese
Le Chiese orientali annoverano tra gli ordini minori solo il suddiaconato e il lettorato.
Alcune chiese della comunione anglicana hanno mantenuto o ripristinato gli ordini minori tradizionali latini.